# پارک تکنولوژی اندالوژیا
پارک تکنولوژی اندالوژیا (به اسپانیایی: Andalusia Technology Park) یک منطقهٔ مسکونی در اسپانیا است که در مالاگا واقع شده‌است.

## نگارخانه

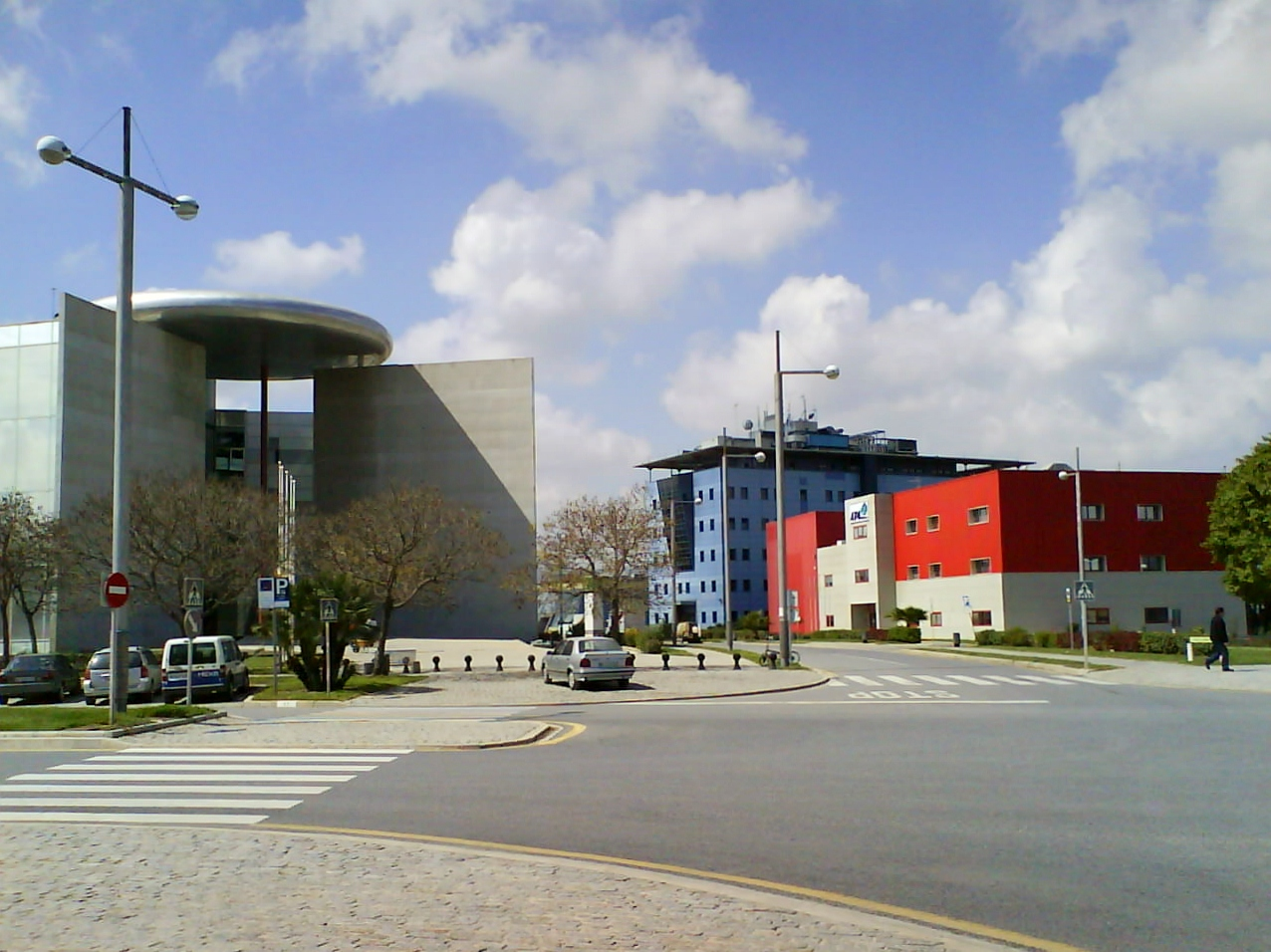
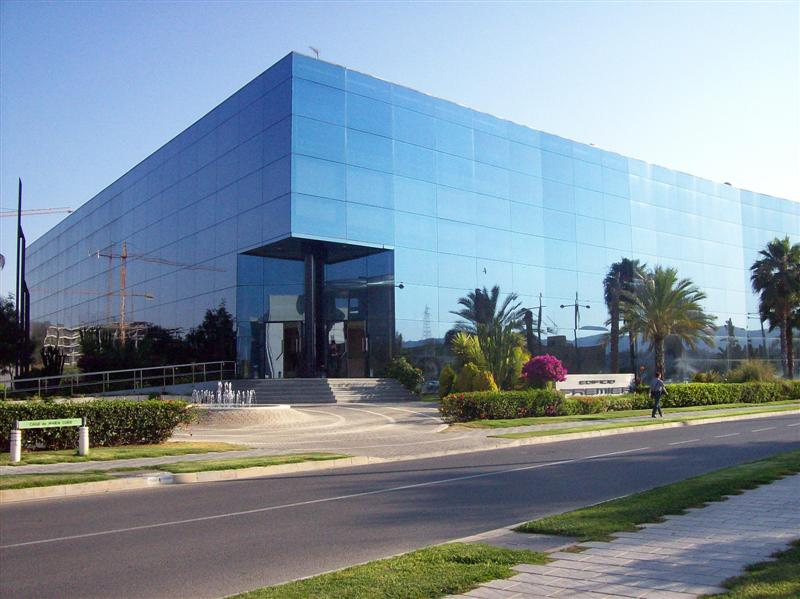
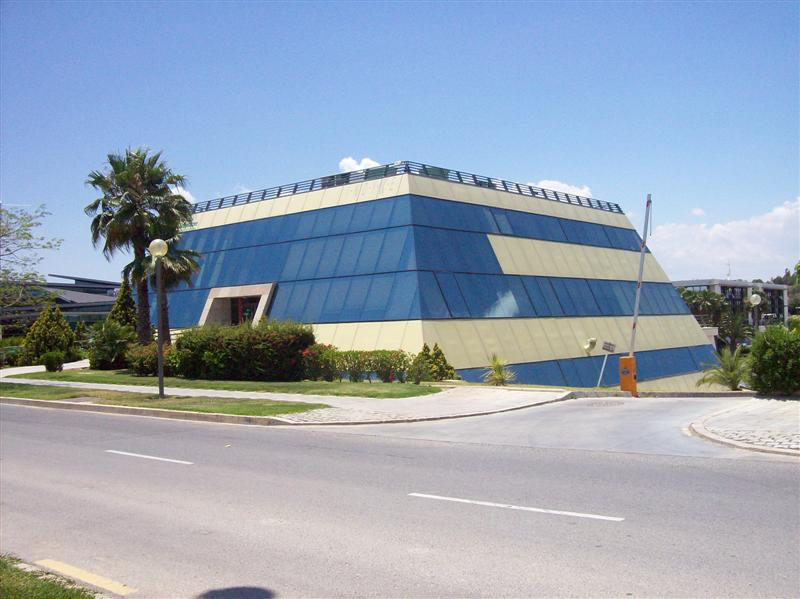
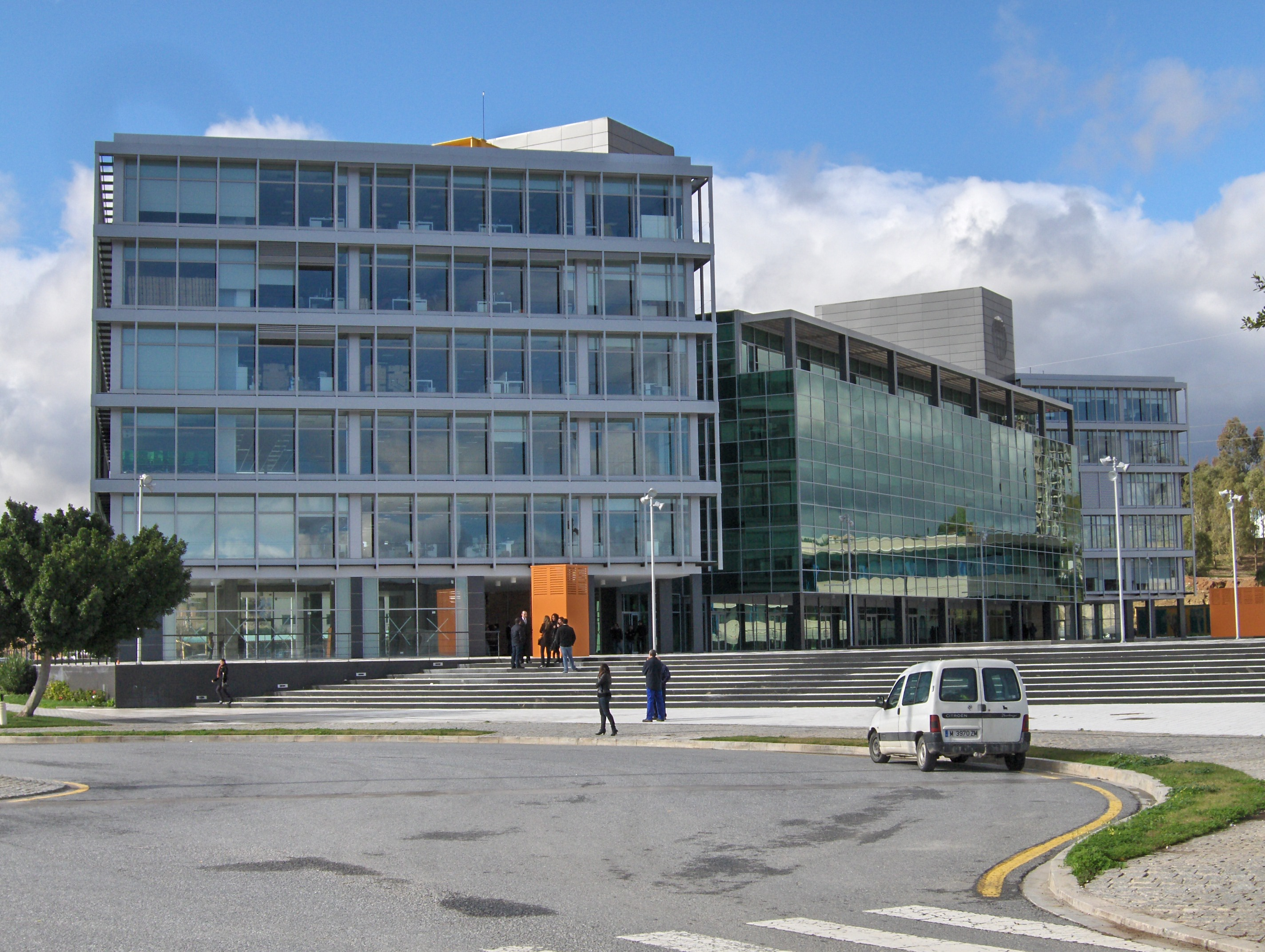